# Nowa Huta (městská část)
Nowa Huta (polsky Dzielnica XVIII Nowa Huta) je osmnáctá a největší krakovská městská část (7 226,1 ha), ležící v nejvýchodnější části města. Má 61 748 obyvatel.

### Externí odkazy

Městská část XVIII Nowa Huta na mapě Krakova